# Mittagskogel (Ötztaler Alpen)
De Mittagskogel is een 3159 meter hoge berg in de Ötztaler Alpen in de Oostenrijkse deelstaat Tirol.
De Mittagskogel neemt een prominente plaats in in het Pitztal. De berg verhindert vanuit het begin van dit dal de blik op de Weißkam. De Mittagskogel is een van de vele bergen met deze naam in de Alpen. De naam is zo genoemd omdat het Pitztal zich vanaf de berg in noordelijke richting uitstrekt, waardoor de zon vanuit alle noordelijk gelegen dorpen in het dal 's middags recht boven de top van de berg staat.
De weg naar de top is sinds de bouw van de Pitztaler Gletscherbanen relatief kort. De Pitzexpress voert namelijk naar een bergstation op 2840 meter hoogte, waarvandaan de top binnen een uur bereikbaar is. Vanaf het bergstation loopt een gemarkeerde route langs de noordoostelijke rand van de gletsjer via de zuidwestgraat naar de top. De berg is ook bereikbaar vanuit Mittelberg aan het eind van het Pitztal. Deze tocht duurt ongeveer vijf uur.